# Anton Uran
Anton Uran (* 22. Februar 1920 am Hohen Karl in St. Martin am Techelsberg; † 23. Februar 1943 in Brandenburg-Görden) war ein österreichisches Mitglied der Zeugen Jehovas und ein Widerstandskämpfer gegen den Nationalsozialismus.

## Leben

### Herkunft und Beruf
Anton Uran wurde als Sohn eines Holzarbeiters geboren. Er besuchte die Volksschule in St. Martin/T. und arbeitete danach bis zu seinem 20. Lebensjahr als Holzarbeiter und Behauer im Gebiet seiner Heimatgemeinde. Während der Schulzeit beurteilten ihn seine Lehrer als begabt und „etwas lebendig“. Er eignete sich gute sprachliche Kenntnisse in Deutsch an und wuchs in einer gemischtsprachigen Familie auf. Ab dem zehnten Lebensjahr wurde Anton Uran zur Mitarbeit in der Landwirtschaft herangezogen. Auch dort erwies er sich als geschickt und fleißig. Danach erlernte er von seinem Vater den Beruf eines Holzarbeiters und Behauers.
Von seinen Eltern wurde Anton Uran katholisch erzogen. Als Gastwirtssohn standen ihm Brauchtum und Feste nicht fern. Das Wirtshaus seiner Eltern wurde gerne für Festlichkeiten und Zusammenkünfte aller Art genutzt.

### Konversion
Anton Uran entdeckte sein Interesse für die Lehren der Bibel ab dem Jahr 1938. Er war während dieser Zeit als Holzarbeiter im Wald tätig und hatte so Gelegenheit, mit Männern wie Johann Stossier oder Matthäus Pibal zu sprechen, die ebenfalls als Waldarbeiter tätig waren. Sie vermittelten ihm Glaubensgrundsätze, die sie autodidaktisch der Bibel entnommen hatten. Seine Mutter Cäcilia wusste lange nicht, dass ihr Sohn sich für die Glaubenslehre der Bibelforscher interessierte. Nach reiflicher Prüfung seines Gewissens trat Anton Uran 1938 aus der römisch-katholischen Kirche aus und konvertierte zu den Zeugen Jehovas. Seine Wassertaufe empfing er im Forstsee im September 1938.

### Wehrdienstverweigerung
Gegen Ende des Jahres 1939 erhielt Anton Uran die Aufforderung zur Ableistung der Wehrpflicht und widersetzte sich zunächst der Einberufung zur Wehrmacht. Unter Berufung auf seinen Glauben sei es ihm nicht möglich, den Wehrdienst zu leisten, argumentierte er gegenüber der Militärbehörde, die ihn im Februar 1940 verhaften ließ, seiner Einheit überstellte und ihn schließlich erstmals bestrafte. Wie zahlreiche Briefe an seine Familie erkennen lassen, wurde er gezwungen, in mehreren Lagern Zwangsarbeit zu verrichten. Über die entwürdigende Behandlung, die enormen körperlichen Belastungen und den psychischen Druck verlor er in seinen Briefen jedoch kaum ein Wort, bat höchstens um wenige, dringend nötige Gegenstände des hygienischen Bedarfes und sprach den Daheimgebliebenen Mut und Trost zu.

### Verurteilung und Hinrichtung
Im Laufe des Jahres 1942 wurde Anton Uran wegen „Wehrkraftzersetzung“ vor dem Reichskriegsgericht in Berlin angeklagt. Das Gericht verurteilte den Kärntner Arbeitnehmer in der Hauptverhandlung am 22. Jänner 1943 zum Tode und zur Aberkennung seiner bürgerlichen Ehrenrechte. Am 23. Februar 1943 wurde das Urteil im Zuchthaus Brandenburg vollstreckt. Anton Uran starb am Schafott.

## Rehabilitierung

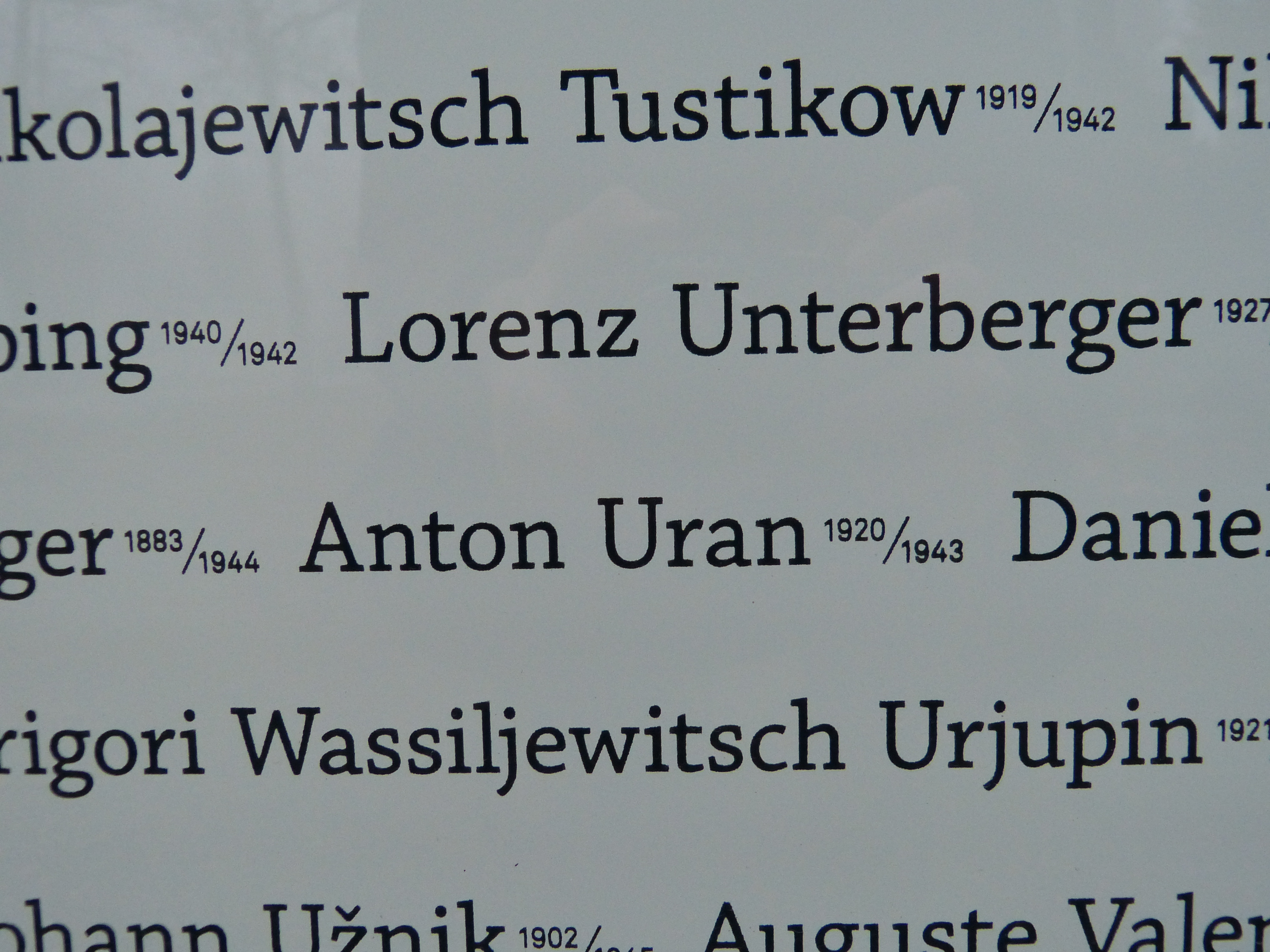
Anton Urans Name auf Mahnmal am Friedhof Annabichl, Klagenfurt, 2015.

Am 3. Juni 1997 ist dieses Urteil, 52 Jahre nach der bedingungslosen Kapitulation der Wehrmacht und 54 Jahre nach seiner Hinrichtung, vom Landesgericht Wien über Antrag des Bruders von Anton Uran, Erasmus, aufgehoben worden. Dies kam einem Freispruch gleich und bedeutet die volle moralische und juristische Rechtfertigung seiner Haltung. Aus diesem Rehabilitierungsfall und dem „Fall Jägerstätter“, dessen Urteil im selben Jahr vom Landgericht Berlin aufgehoben wurde, schöpft ein rechtspolitischer Umdenkprozess, an dessen Ende das sogenannte „Aufhebungsgesetz“ in Österreich steht, welches mit 1. Dezember 2009 in Kraft getreten ist.